# Mélanippe fille d'Œnée
Pour les articles homonymes, voir Mélanippe.

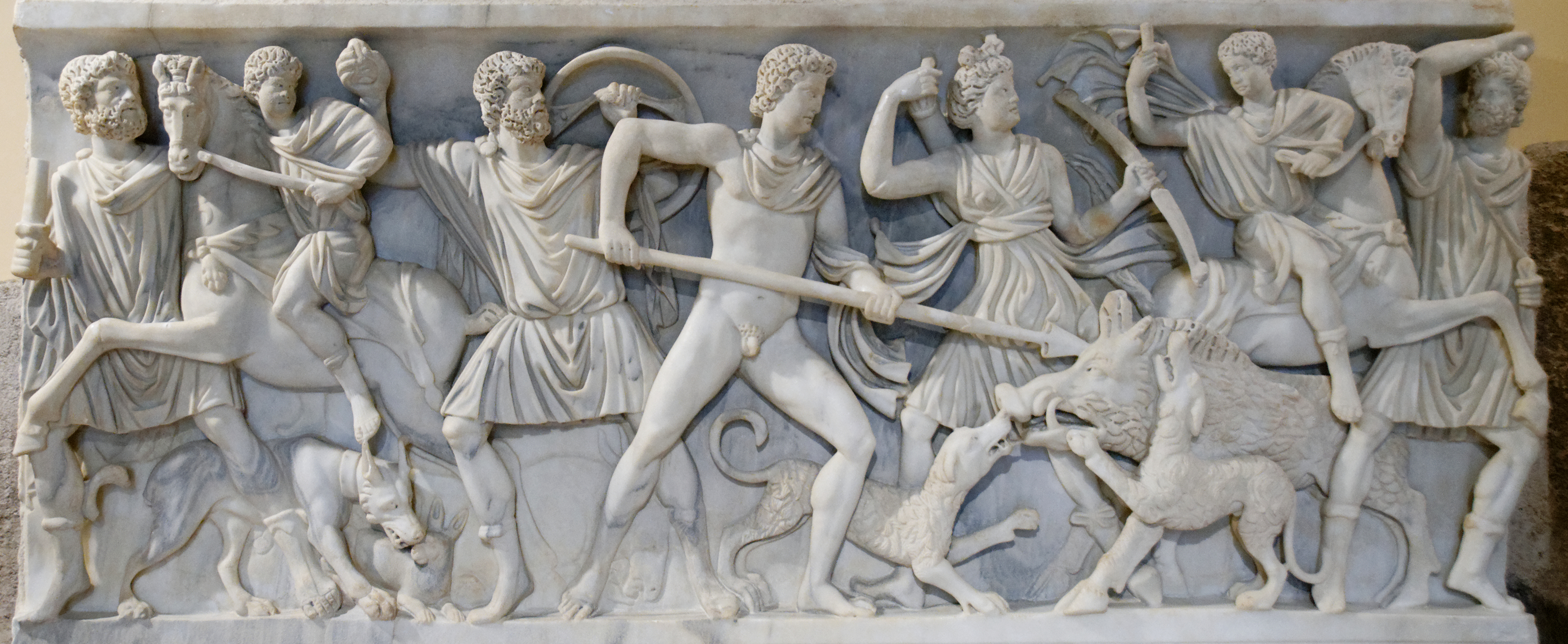
Chasse au sanglier de Calydon, montrant notamment Méléagre et Artémis. C'est à la suite de cette chasse que mourut Méléagre, entrainant ensuite la métamorphe de ses sœurs en pintades.

Mélanippe est dans la mythologie grecque la fille d'Œnée, roi de Calydon, et de son épouse Althée, elle-même sœur de Léda.
Elle était l'une des Méléagrides (en), et fut, ainsi que ses sœurs, changée en pintade par Artémis alors que, inconsolables, elles pleuraient la mort de leur frère Méléagre.